# نوریهیرو نیشی
نوریهیرو نیشی (به انگلیسی: Norihiro Nishi) بازیکن فوتبال اهل ژاپن و عضو تیم ملی فوتبال ژاپن است که در تاریخ ۲۵ آوریل ۲۰۰۴ میلادی اولین بازی ملی‌اش را انجام داد. او در ۵ بازی ملی حضور داشت و آخرین بازی ملی خود را در تاریخ ۳ اوت ۲۰۰۴ میلادی انجام داد. نوریهیرو نیشی در بازی‌های ملی‌اش
گلی به ثمر نرساند.